# 龍村謙
龍村 謙（たつむら けん、1905年4月28日 - 1979年）は、日本の織物研究家。同じく織物研究家である龍村平藏の息子で二代目龍村平藏を襲名した。号は光翔。

## 略歴
1929年、東京帝国大学文学部美術史科を卒業する。梶井基次郎らの同人誌『青空』に参加した。
卒業年から翌年にかけ外遊した。帰国後織物製作、織物研究に専念する。ゴブラン織の研究のため渡仏した際、神戸港まで見送りに来た梶井は『榛名丸』の甲板上で、「行きたいなあ」と何度もつぶやき、「僕の代わりに見て来てくれ」と泣いたという。
二代目龍村平蔵を襲名し、龍村織物美術研究所長となった。

## 著作
- 『錦とボロの話』
- 『「青空」』のころ
- 『織染の美』
- 『銀帯帖』
- 『古代裂名品集』
- 『日本のきもの』
- 『巴里ｰ紐育ｰ日本』